# Jüdischer Friedhof (Homberg/Ohm)
Der jüdische Friedhof in Homberg an der Ohm in der gleichnamigen Stadt im Vogelsbergkreis in Mittelhessen bestand ehemals aus zwei Friedhöfen, dem alten jüdischen Friedhof und dem neuen jüdischen Friedhof. Derzeit ist lediglich der neue jüdische Friedhof als Kulturdenkmal bestehen geblieben. Er befindet sich beim allgemeinen städtischen Friedhof an der Marktstraße, innerhalb der Ortslage.

## Geschichte
Der ältere jüdische Friedhof wurde im 18. Jahrhundert von der jüdischen Gemeinde eingerichtet. Er befand sich in der Gemarkung Ziegelhütte am Neuen Weg und ist unter der heutigen Adresse im Bereich der Berliner Straße mit Wohngebäuden überbaut, bzw. wird das ehemalige Friedhofsareal als Gartengrundstück genutzt. Auf ihm wurden Begräbnisplätze für die in Nieder-Gemünden und Burg-Gemünden verstorbenen Juden eingerichtet. Bis zum Jahr 1832 diente der ältere jüdische Friedhof der jüdischen Gemeinde Kirtorf, bis zur Einrichtung eines eigenen Friedhofs in Kirtorf, als Begräbnisstätte.
Bei Arrondierungsmaßnahmen für ein Wohngebiet wurden im Jahr 2017 jüdische Grabsteine und Grabsteinfragmente entdeckt und geborgen. In der NS-Zeit wurden diese ca. 1937 vom Friedhof im Rahmen eines Flurbereinigungsverfahrens von den Gräbern abgeräumt. Sie dienten als Baumaterial und als Platten von Gartenwegen. Nach Untersuchung der Grabsteine, konnten sie in die Zeit zwischen 1743 und 1842 datiert werden. 2018 wurden sie in Kooperation mit dem Landesverband der jüdischen Gemeinden in Hessen auf den neuen jüdischen Friedhof überführt und dort im Jahr 2020, entlang der nördlichen und östlichen Grundstücksgrenzen, aufgestellt.
Der jüngste, gut lesbare Grabstein datiert von 1935 für Rickchen Isenberg geb. Jungheim (gestorben am 26. Januar 1935). Es sind insgesamt 68 Gräber, teilweise mit Grabmalen, und den beschriebenen Umständen entsprechend starker Verwitterung vorhanden.
Die derzeitige Friedhofsfläche umfasst 13,90 Ar und wurde aufgrund erheblicher kulturhistorischer Bedeutung vom Land Hessen als Kulturdenkmal eingestuft.